# Vitrail de Charlemagne
Pour des articles plus généraux, voir Vitraux de Chartres et Charlemagne.
Le vitrail de Charlemagne à Chartres est un vitrail narratif du déambulatoire nord de la cathédrale Notre-Dame de Chartres, qui raconte une vie hagiographique de l'empereur Charlemagne.

## Description d'ensemble

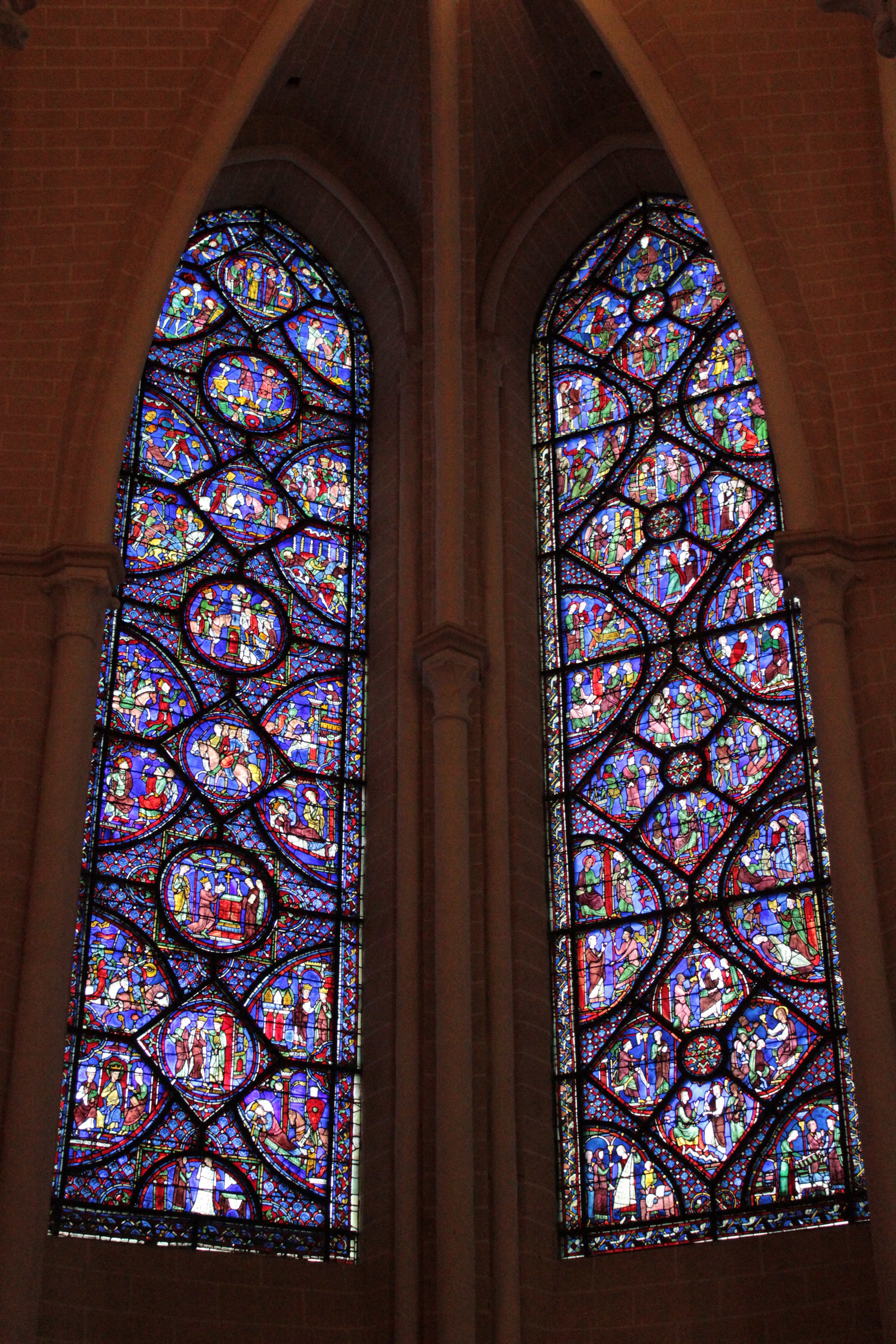
Vue d'ensemble de la chapelle murale, le vitrail de Charlemagne est celui de gauche.

La baie se trouve dans une « chapelle murale » du déambulatoire nord, petit renfoncement éclairé par deux baies de style gothique primitif. Le vitrail de Charlemagne est celui de gauche.
La verrière a été exécutée vers 1225, elle est contemporaine de la cathédrale actuelle reconstruite après l'incendie de 1194. Le vitrail de 9,03 × 2,22 m s'inscrit dans la lancette de gauche, la lancette de droite étant occupée par le vitrail de saint Jacques le Majeur.
La verrière a été classée aux monuments historiques dès son premier inventaire en 1840. Elle a été restaurée en 1921 puis en 1999 par les ateliers Lorin.
Elle est composée de vingt-quatre panneaux, cercles et losanges, grands demi-cercles latéraux, mosaïque à écailles, bordure de feuilles d'acanthe et bâtons brisés.

## Thématique

### Les légendes de Charlemagne
Certaines scènes du vitrail de Chartres rappellent celles de Saint-Denis, mais elles sont des compilations de plusieurs textes : la légende du pèlerinage de Charlemagne composée à Saint-Denis, la chronique du Pseudo-Turpin et la légende de saint Gilles.
La partie basse de la verrière expose le voyage mythique de Charlemagne à Constantinople et à Jérusalem. Charlemagne apparaît en rêve à Constantin, se rend à Constantinople puis à Jérusalem pour délivrer la ville. Constantin lui remet trois reliques : le saint Clou, une épine de la Sainte Couronne et la sainte chemise de la Vierge
que Charlemagne dépose à Aix-la-Chapelle. Puis il se rend en Espagne pour délivrer le tombeau de saint Jacques après l'avoir vu en rêve avec l'archevêque de Reims, Tilpin ou Turpin. Dans le registre supérieur, messe de saint Gilles : Charlemagne est pardonné du péché d'inceste avec sa sœur dont est né Roland.
Ce vitrail est placé à côté de celui de saint Jacques le Majeur : une légende veut en effet que Charlemagne ait libéré le tombeau de saint Jacques à Compostelle. Il est d'ailleurs à noter que Charlemagne est également représenté dans le vitrail de saint Jacques.

### La «sainteté» de Charlemagne
Charlemagne n'a jamais été un saint, même s'il fut reconnu comme tel par l'antipape Pascal III à la demande de l'empereur du Saint Empire romain germanique Frédéric Barberousse, en 1165, sans que cette décision soit reconnue par l'Église, qui ne lui a jamais rendu aucun culte.
Il est donc étonnant de voir dans la fenêtre d'une chapelle du chevet un vitrail consacré à la vie de Charlemagne. Toutefois il existait, avant la Révolution, au chevet de l'abbatiale de Saint-Denis un vitrail connu par des dessins, sur le voyage légendaire de Charlemagne en Orient. Ce vitrail faisait probablement partie des vitraux commandés par Suger et fut composé avant 1125. À Saint-Denis il avait été couplé avec celui de la Première Croisade et le récit de ce voyage légendaire racontait l'histoire des reliques de la Passion et de leur transfert partiel jusqu'à l'abbaye de Saint-Denis.
Si Charlemagne est présenté comme « saint », c'est avant tout parce qu'il a été le premier à être consacré religieusement. Le 25 décembre de l'an 800, Charlemagne roi des Francs, est sacré empereur d'Occident dans la basilique Saint-Pierre de Rome par le pape Léon III, puis acclamé par la foule. Le pape s’agenouille devant le nouvel empereur. Mais selon son biographe Eginhard, Charlemagne sort furieux de cette cérémonie : en couronnant d’abord Charlemagne avant les acclamations, Léon III affirme en effet que tout pouvoir vient de Dieu, par son intermédiaire, et non du peuple.
Par ce couronnement religieux, Charlemagne devient donc l'« oint du Seigneur », littéralement un nouveau « Christ ». C'est dans ce même sens que Cyrus le Grand avait été qualifié de « Christ » ou de « Messie » par le livre d'Isaïe, sans qu'il soit jamais question dans son cas de sainteté au sens moderne du terme : « Ainsi parle le Seigneur à son messie, à Cyrus, qu’il a pris par la main pour lui soumettre les nations et désarmer les rois, [...], pour que tu saches que Je suis le Seigneur, celui qui t’appelle par ton nom, moi, le Dieu d’Israël » (Is 45:1-3). Ainsi, Charlemagne apparaît parfois avec un nimbe non pas à cause d'une hypothétique bonne conduite, mais parce que son sacre est un événement exemplaire, prototype de ce que sera l'ordre social du Moyen Âge.

### Pouvoir temporel et spirituel
La présence de Charlemagne est avant tout due à son rôle politique, et à l'image prestigieuse qu'il offre comme modèle de pouvoir temporel.
Le vitrail montre l'exemple d'un empereur, représentant le pouvoir temporel, se mettant au service du pouvoir spirituel, délivrant les lieux saints des infidèles et obtenant le pardon de ses péchés. Par rapport à l'axe de la cathédrale, le vitrail est placé symétriquement à celui de Saint Sylvestre, qui raconte la conversion de Constantin Ier au christianisme : les deux empereurs ont été un soutien de l'Église, et ont symbolisé chacun à leur manière la subordination du pouvoir temporel à l'autorité spirituelle. De ce fait, Charlemagne a été qualifié de « nouveau Constantin ».
Faut-il y voir un message d'exemple adressé au roi Philippe Auguste au moment où le pape Innocent III le presse de participer à la Croisade contre les Albigeois et où se pose le problème de l'interdit prononcé par le pape après sa séparation d'avec sa femme et son remariage avec Agnès de Méranie ? Ou alors, tout simplement, faut-il y voir une récupération de l'image de Charlemagne par Philippe Auguste, alors en concurrence avec l'empereur germanique Frédéric II, avec l'ambition de s'affirmer comme l'exemple même du bon roi ?

### Les donateurs

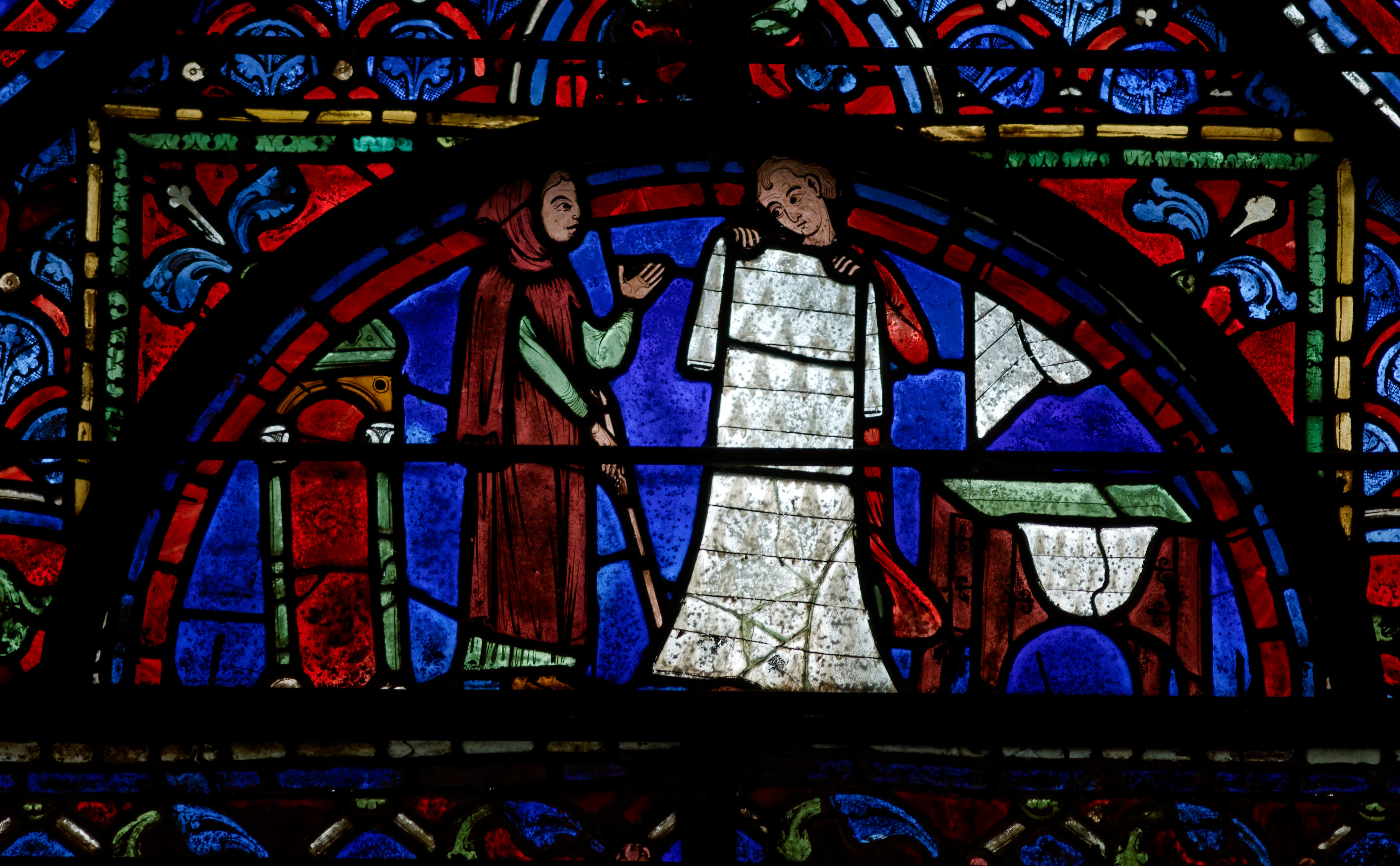
Un pelletier dans sa boutique.

Les pelletiers, donateurs, sont représentés aux panneaux inférieurs.

## Description des panneaux
Le vitrail se lit généralement de bas en haut et de gauche à droite, mais cet ordre est parfois inversé.

### Voyage de Charlemagne à Constantinople
|  | A3 : Songe de Constantin L'empereur Constantin dormant dans son lit a un songe. Un ange lui désigne l'empereur Charlemagne comme étant son défenseur. Charlemagne est présenté ici en armure d'un chevalier du XIIIe siècle. Il porte une couronne sur son casque. Constantin est vêtu de la pourpre impériale, et dort sur un lit figuré dans une perspective maladroite. Derrière le lit, une fenêtre ouverte dessine son ouverture rouge, couronnée d'un dôme crénelé. |
|  | A2 : Charlemagne reçoit l'émissaire de Constantin Charlemagne est entouré de deux évêques, l'émissaire de Constantin, et probablement son conseiller Turpin. Les deux évêques portent une mitre, et tiennent un Évangile, symbole de leur mission pastorale qui est d'enseigner la Parole. Charlemagne a un nimbe vert, rappelant son sacre comme empereur. Les trois personnages sont assis sur le même banc, mais l'empereur repose ses pieds sur un petit tabouret. |
|  | A5 : Charlemagne part à Jérusalem Répondant à l'appel de Constantin, Charlemagne se rend à Jérusalem, alors occupée par les Sarrasins. Une bataille a lieu entre ces deux forces armées. Monté sur son cheval blanc et couronné d'or, Charlemagne est en train de trancher la tête à un cavalier qui s'enfuit devant lui. Les francs portent des casques plats et des boucliers en amande, comme celui que l'on peut voir derrière Charlemagne. Les Sarrasins ont au contraire des casques pointus et des boucliers ronds. À l'arrière plan, un chevalier est en train d'en renverser un autre de sa lance, tandis qu'un piéton brandit une hache. Le vitrail montre ici l'exemple d'un empereur qui n'hésite pas à partir en « croisade » avant la lettre pour délivrer les lieux saints.                                             |
|  | A4 : Rencontre de Charlemagne et Constantin Les deux empereurs Charlemagne et Constantin se rencontrent à la porte de Constantinople. Charlemagne est accompagné par l'un de ses preux, probablement Roland. La porte ouverte de Constantinople est figurée en rouge, suivant la convention iconographique du XIIIe siècle. Derrière la porte, la ville de Constantinople est symbolisée par une tour effilée et un pan de muraille, dans lequel s'ouvre une fenêtre. |
|  | A6 : Constantin offre les reliques à Charlemagne Constantin veut offrir des richesses à Charlemagne pour le récompenser d'avoir libéré Jérusalem, mais celui-ci refuse, demandant à la place de précieuses reliques saintes. Au centre, Charlemagne arrête Constantin de la main gauche, et de la droite désigne les trois reliquaires conservés sous un voile huméral. À ses pieds, le bandeau « CAROLVS » confirme son identité. Constantin se tient devant la porte de la basilique, dont le toit est surmonté d'une croix en haut du panneau. Au plafond, un encensoir marque le caractère sacré du lieu. Selon la tradition, l'un de ces reliquaires contient la chemise de la Vierge, trésor de la cathédrale de Chartres offert par Charles le Chauve. Ce panneau est une attestation visuelle de l'authenticité de la relique. |
|  | A7 : Charlemagne dépose les reliques à Aix Revenu dans son empire, Charlemagne remet les saintes reliques à l'Église. La scène est très probablement située dans la chapelle palatine d'Aix-la-Chapelle. Charlemagne, à genoux, dépose un reliquaire sur l'autel. Devant lui, un abbé est reconnaissable à sa tonsure de moine et sa crosse, il porte un livre liturgique, symbole de sa vie vouée à la prière, et est accompagné d'un autre moine. Au-dessus de Charlemagne on peut voir pour la première fois l'olifant que l'on retrouvera à la fin de la légende. Derrière Charlemagne, son preux compagnon est probablement Roland. |

### La route de Saint Jacques de Compostelle
Cette partie est dérivée de la « chronique du pseudo-Turpin »,.
|  | B1 : Charlemagne et la voie lactée Charlemagne vit dans le ciel une sorte de chemin formé d’étoiles qui commençait à la mer de Frise et, se dirigeant entre la Germanie et l’Italie, entre la Gaule et l’Aquitaine, passait tout droit à travers la Gascogne, le Pays Basque, la Navarre et l’Espagne, jusqu’en Galice, où reposait le corps du bienheureux saint Jacques. Toutes les nuits Charles revoyait et souvent ce chemin d'étoiles, et fut fort désireux d'en découvrir la signification. Charlemagne, à gauche, est représenté en majesté : couronné, assis sur son trône, les pieds sur un tabouret. Devant lui, deux de ses familiers avec lesquels il discute, l'un d'eux lève le doigt vers la voie lactée, représentée par une alternance de nuages bruns (rappelant la nuit) et blancs. |
|  | B2 : Saint Jacques apparaît à Charlemagne Comme il avait l'esprit plongé dans ces pensées, un héros lui apparut en songe. « Je suis Jacques l'Apôtre, dont le corps repose sans mémoire et sans honneurs dans cette Galice qui gémit sous la honteuse oppression des Sarrasins. Je t'annonce que le Seigneur t'as choisi pour ouvrir aux pèlerins le chemin de mon tombeau. Ce chemin d’étoile que tu as vu dans le ciel signifie que tu iras d’ici jusqu’en Galice avec de grandes armées combattre cette race perfide de païens, ouvrir la voie qui mène à mon tombeau, délivrer ma terre et visiter ma chapelle et ma sépulture. Et après toi, tous les peuples y viendront en pèlerinage, implorant du Seigneur le pardon de leurs péchés, proclamant les louanges de Dieu, sa force et les miracles qu’il fit. » Charlemagne est allongé sur son lit, couronné et revêtu de sa pourpre impériale. Ses yeux fermés marquent qu'il songe. Derrière lui apparaît saint Jacques le Majeur, tenant dans sa main (dont le montage a été inversé sur le vitrail) le bout de son bâton de pèlerinage. L'ouverture rouge que l'on voit à droite figure une fenêtre du palais, dont on voit les murailles crénelées en haut. |
|  | B3 : Charlemagne part pour Compostelle C'est ainsi que le bienheureux Apôtre apparu trois fois à Charles. Et Charles, après l'avoir entendu, rassembla d'immenses armées et entra en Espagne pour combattre la race perfide. Charlemagne, au centre du groupe, est reconnaissable à sa couronne impériale. Derrière lui chevauche l'évêque Turpin, coiffé d'une mitre. En tête du groupe, le jeune homme imberbe est Roland, qui tient à la main une épée (?). |
|  | B4 : Charlemagne prie avant la bataille La première ville qu'il assiégea, Pampelune, se maintint malgré ses efforts et lui résista pendant trois mois. Alors il adressa cette prière au Seigneur : « Seigneur Jésus-Christ, faites moi la grâce que je prenne cette ville, pour la gloire de Vitre Nom. Ô bienheureux Saint Jacques, si c'est vraiment vous qui m'êtes apparu, faites moi la grâce que je la prenne. » Un arbre stylisé marque que la scène est en extérieur. L'empereur est à genoux, l'épée au côté, et prie en joignant les mains et levant les yeux au ciel. Derrière lui, la cavalerie franque est prête au combat, habillée en armure du XIIIe siècle ; un cheval piaffe d'impatience. Au ciel, on retrouve l'alternance brune et blanche qui figure la voie lactée. |
|  | B5 : Prise de Pampelune Alors, à la prière de Saint Jacques et par la grâce de Dieu, les murs s'écroulèrent, détruits jusques dans leur fondement. Le bruit de ce miracle s'étant répandu dans le pays, Charlemagne trouva dans tous les lieux où il portait ses pas, les Sarrasins s'inclinant devant lui, lui envoyant des tributs et lui rendant leurs villes. Pampelune est figurée à droite par une muraille entourant une maison ; la porte de la ville est grande ouverte. Un cavalier Sarrasin y rentre au galop, coiffé d'un casque conique et portant un bouclier rond. À gauche, un chevalier franc le charge, lance baissée, son heaume est plat et son bouclier en amande. Au sommet de la tour, un homme sonne de l'olifant : peut être pour appeler à l'aide, peut-être pour marquer la fin du combat et la reddition de la ville. Au-dessus de lui, l'arc jaune rappelle le brûlant Soleil d'Espagne. |
|  | B6 : Charlemagne fait construire une église De l'or qu'il reçut des Rois et des Princes d'Espagne, Charlemagne, pendant les trois années qu'il demeura dans ce pays, agrandit la basilique du bienheureux Saint Jacques, y établit un patriarche et des chanoines, selon la règle du bienheureux Isidore, Évêque et Confesseur, et la pourvut convenablement de cloches, de vêtements sacrés et d'autres ornements. Charlemagne, couronné et juché sur son cheval, tient l'index levé pour ordonner la construction de l'église. À droite, les maçons sont encore au travail, en train de monter un bloc de pierre sur un brancard - la brouette ne sera inventée qu'à la deuxième moitié du XIIIe siècle. En haut de l'église, deux hommes mettent en place les fournitures : celui en haut de la tour tient en main un livre liturgique, l'autre tient une cloche dorée qui va être installée dans le clocher. Au-dessus de la scène, l'arc jaune représente le Soleil. |

### Victoire sur les Sarrasins
Cet étage décrit la suite de la « chronique du pseudo-Turpin ». Après le retour de Charlemagne en France, un roi Sarrasin, Aigoland, envahit l'Espagne. Charlemagne retourne alors en Espagne et se prépare à l'affronter.
|  | C1 : Bataille contre les Sarrasins Aigoland proposa la bataille à l'empereur suivant sa volonté. Charlemagne envoya cent des siens contre cent d'Aigoland, et les païens furent massacrés. Alors Aigoland en envoya deux cents contre deux cents, et ils furent encore massacrés. Ensuite Aigoland en envoya deux mille contre deux mille, une partie périt encore, et l'autre lâcha pied. Le troisième jour, Aigoland ayant secrètement consulté le sort, connu le désastre réservé à Charlemagne. Il proposa une grande bataille pour le lendemain, et Charlemagne accepta. La scène représente un groupe de cavaliers francs qui poursuit un autre groupe de cavaliers sarrasins. Les francs sont toujours représentés avec des boucliers longs en amande et des heaumes à sommet plat, tandis que les sarrasins sont coiffés de casques pointus et ont des boucliers ronds. À l'avant-plan, un cavalier franc désarçonne un sarrasin avec sa lance, tandis qu'à l'arrière plan un sarrasin tente de se défendre à l'épée. Le sol est rouge du sang du massacre. |
|  | C2 : Le miracle des lances fleuries Le soir avant le jour de la bataille, quelques chrétiens préparèrent soigneusement leurs armes, et fichèrent leurs lances en terre devant les tentes du camp. Le matin, ils retrouvèrent couvertes d'écorces et de feuillages les lances de ceux qui devaient recevoir dans cette bataille la palme du martyr pour la foi de Jésus-Christ. La bataille eut lieu, des uns contre les autres. Quarante mille chrétiens y périssent ; le chef de l'armée, Millon, père de Roland, y conquiert la palme du martyre avec ceux dont la lance a reverdi ; et le cheval de Charlemagne est tué. La scène est nocturne, ce que marque le nuage blanc bordé de brun représentant la voie lactée. Cinq chevaliers francs en cotte de mailles dorment sur leur bouclier en amande. Derrière eux, sept lances alternativement blanches et jaunes sont plantées dans le sol, la pointe vers le ciel, sont couvertes de feuilles. La scène est importante pour des temps de croisade, parce qu'elle rappelle que ceux qui meurent ainsi dans un combat pour la chrétienté sont considérés comme des martyrs de la Foi, et donc, sont assurés d'aller au Paradis (du moins s'ils se sont confessés avant la bataille). |
|  | C3 : Combat singulier Dans la mesure où le panneau suivant représente clairement Roland à sa dernière bataille, on peut identifier le chevalier sarrasin comme étant le roi Marsille, qui dans la « chronique du pseudo-Turpin » défait Roland à la bataille de Roncevaux : Au milieu des bataillons sarrasins, Marsille, monté sur un cheval rouge. Roland avise un païen plus grand que les autres, et d'un coup d'épée il tranche l'homme et son cheval, du sommet jusqu'en bas, et si bien que la moitié du païen et du cheval tombe à droite et l'autre à gauche. Ce que voyant les autres sarrasins se mettent à fuir, laissant sur le champ de bataille Marsille avec un petit nombre d'hommes. Deux chevaliers s'affrontent en une joute équestre. À droite un chevalier franc sur un cheval blanc, au bouclier en amande et au heaume plat. À droite, un chevalier sarrasin à casque pointu et bouclier rond, sur un cheval brun rougeâtre, que sa couronne marque comme étant un roi. Les deux chevaux sont en plein galop, et les deux lances viennent de heurter les boucliers de l'adversaire. La lance du roi sarrasin s'est brisée sous le choc. Un tel combat « à la lance couchée » contre un roi sarrasin, illustrée par ce panneau, ne se trouve ni dans la « Chanson de Roland », ni dans la « chronique du pseudo-Turpin », où des combats singuliers ont parfois lieu à cheval, mais dans ce cas toujours à l'épée. En effet, la joute équestre n'apparut en France qu'au XIIe siècle, c'était donc une image familière pour des spectateurs du XIIIe siècle, mais une pratique inconnue des auteurs de ces deux chansons de geste. |
|  | C4 : Roland tue le roi sarrasin Roland, confiant dans la vertu du Seigneur, se jette au milieu des rangs des sarrasins, les écrase à droite et à gauche. Il atteint Marsille qui s'enfuit, et par la vertu du Dieu tout-puissant, il le fait périr au milieu des sarrasins. Mais les cent compagnons de Roland, qu'il conduisit à ce combat, y perdent la vie, et lui-même en sort gravement blessé de quatre coups de lances, percé de javelots, écrasé par les pierres que lui ont jeté les sarrasins. Toujours avec sa couronne sur son casque pointu, mais à présent sans cheval ni bouclier rond, le roi sarrasin tombe à terre sous les coups de Roland. Celui-ci lui enfonce son épée Durandal dans le corps, en poussant le pommeau de sa main gauche pour donner plus de force au mouvement. Au ciel, le Soleil luit à droite, et quelques nuages blancs sont figurés à gauche sur un fond rouge de soleil couchant, marquant la fin de la journée. Roland est à présent représenté avec un nimbe rouge de martyr, parce qu'il est en train de mourir dans un combat contre les ennemis de la chrétienté. Il s'agit donc de son dernier combat. |
|  | C5 : Retour de Charlemagne Quelques chrétiens, dispersés çà et là dans les bois, s'y cachaient glacés d'effroi ; d'autres passaient les défilés. Charlemagne, qui a franchi avec ses armées le sommet de la montagne, ne sait pas encore ce qui s'est accompli derrière lui. Charlemagne est au centre du groupe de cavalier, reconnaissable à sa couronne et son nimbe. Il discute avec un autre personnage, peut-être le traître Ganelon, sur les conseils duquel Charlemagne a confié l'arrière garde à Roland, et qui le dissuadera de répondre aux appels de l'olifant. |

### La mort de Roland
|  | D1 : Roland fend le rocher, Roland sonne du cor Roland, souffrant des blessures et des coups qu'il a reçus des Sarrasins, s'en va jusqu'au défilé de Cisaire ; et là il descend de cheval, auprès d'une pierre de marbre au-dessus de Roncevaux. Il a encore avec lui son épée Durandal ; Roland la tire de son fourreau, et craignant que son épée ne tombe entre les mains des Sarrasins, il en frappe trois coups sur la pierre de marbre. Il partage la pierre en deux, du sommet à la base, mais l'épée n'est pas ébréchée. Il sonne bien fort de l'olifant, pour que ceux qui ont déjà passé les défilés reviennent sur leurs pas, l'assistent à sa mort, prennent sa Durandal et son destrier et poursuivent les Sarrasins. Il sonne alors avec tant de force de son cor d'ivoire, que son souffle fend le cor par le milieu, et que les nerfs de son cou en sont rompus. Chose rare, le panneau représente Roland deux fois, alors qu'il fend le rocher et pendant qu'il sonne du cor. À ses pieds, le sol est couvert de morceaux de Sarrasins découpés lors du combat précédent : deux têtes sans corps et deux corps sans tête, le plus spectaculaire étant le Sarrasin en cotte de mailles verte, coupé en deux au niveau du ventre, dont les boyaux rosâtres sortent en nappe de la moitié inférieure. Comme toujours, les Sarrasins sont représentés avec des casques pointus et des boucliers ronds. Roland n'a plus son bouclier ; il garde son heaume à sommet plat dans sa tentative de briser Durandal, mais il est posé à ses pieds pendant qu'il sonne de l'olifant. Dans ces deux représentations, un nimbe rouge le désigne comme martyr de la foi ; et la main de Dieu sortant des nuages bénit les deux scènes, montrant qu'il a gagné son paradis par sa mort contre les infidèles. |
|  | D2 : Baudouin recueille Durandal Roland est étendu sur l'herbe de la prairie, soupirant après l'eau dont il a besoin pour apaiser sa soif. Il voit venir Baudouin, et par signes, lui demande de l'eau. Baudouin en cherche de tous côtés, sans en pouvoir trouver. Cependant, il voit que Roland va mourir, et le bénit. Mais craignant de tomber aux mains des Sarrasins, il monte sur son cheval, et va rejoindre l'armée de Charlemagne, qui est devant. Après qu'il est parti, arrive Thierry, qui pleure sur Roland et lui dit de réconforter son âme par la confession de sa foi. Roland, martyr de Jésus-Christ, lève les yeux au ciel et prie. Quand Roland a fini sa confession et sa prière, Thierry le laisse. L'âme du bienheureux martyr Roland quitte son corps, les anges l'emportent au séjour du repos éternel. La scène représentée n'a pas de correspondance claire, ni dans la chanson de Roland, ni dans la légende du pseudo-Turpin. Le personnage semble être le même que celui qui annonce la mort de Roland à Charlemagne dans le panneau suivant, ce qui l'identifierait à Baudouin, le demi-frère de Roland. Baudoin est debout au centre de la composition, nimbé de jaune, son bouclier rouge attaché derrière son dos pour lui libérer les mains. Roland, nimbé de rouge, est couché sur son bouclier, tenant Durandal dans sa main droite. De sa main gauche il désigne un objet mal identifié que tient Baudouin, et qui semble être un livre. Il s'agit probablement d'une autre relique appartenant au trésor de la cathédrale que le vitrail authentifie ainsi par l'image. |
|  | D3 : Charlemagne apprend la mort de Roland Paraît Baudouin, monté sur le cheval de Roland, qui raconte tout ce qui s'est passé, comment il a laissé Roland sur la montagne, appuyé sur une pierre pour mourir. Des cris s'élèvent de toute l'armée, on retourne en arrière, et c'est Charlemagne qui trouve d'abord Roland sans vie, étendu, les bras sur la poitrine en forme de croix. Baudouin, à gauche, tient arrêté le cheval de Charlemagne, tandis qu'il raconte la bataille et la mort de Roland. Charlemagne, identifiable par sa couronne, lève la main pour ordonner à son armée de faire halte. Baudouin est nimbé de rouge, comme un martyr, alors que Charlemagne ne l'est pas. Derrière Charlemagne, le personnage vêtu d'un manteau jaune est probablement le même que celui du panneau situé immédiatement dessous celui-ci, qui est peut-être donc le traître Ganelon. Le ciel est chargé de nuages sur un fond brun, marquant que la scène se déroule de nuit. |
|  | D4 : La messe de Saint Gilles Le sommet du vitrail illustre en un panneau unique la légende de la messe de Saint Gilles. À gauche, Charlemagne est assis sur son trône, jambes croisées et méditant. À droite, Saint Gilles, assisté par un clerc qui lui tient son missel, célèbre une messe ; et l'on voit un calice posé sur l'autel. Au-dessus du calice, un ange apparaît, tenant un parchemin qu'il remet à Saint Gilles : c'est l'énoncé que le péché de Charlemagne, que celui-ci n'avait pas osé confesser, est néanmoins pardonné par Dieu. La légende est totalement apocryphe, et Saint Gilles, qui vivait au VIe siècle, n'a pas pu rencontrer Charlemagne ; mais ce saint était traditionnellement invoqué pour la rémission des péchés. Le péché de Charlemagne n'est pas clairement identifié. Selon divers récits, il s'agirait d'une relation incestueuse qu'il aurait eu avec sa sœur, dont il aurait eu Roland comme fils illégitime. Ce panneau prend sa place au sommet du vitrail, là où l'on voit habituellement le Christ en gloire accueillant le saint auquel le vitrail est dédié, en conclusion du récit hagiographique. Ici, entre deux anges thuriféraires, on ne voit donc pas Dieu, mais son œuvre de pardon vis-à-vis de Charlemagne : l'objet du panneau est ici de montrer que le repentir permet le pardon des fautes. Le vitrail est en effet jumelé à celui de Saint Jacques le Majeur, à droite dans la même chapelle, l'ensemble étant destiné à l'édification des pèlerins en route sur les chemins de Compostelle, très souvent pour faire pénitence pour eux-mêmes ou pour d'autres. |